# Porcellionides rufocinctus
Porcellionides rufocinctus is een pissebed uit de familie Porcellionidae. De wetenschappelijke naam van de soort is voor het eerst geldig gepubliceerd in 1892 door Adrien Dollfus.